# تريدجانو
تريدجانو (بالإيطالية: Triggiano)‏ هي بلدة وبلدية في مقاطعة باري في إقليم بوليا في جنوب إيطاليا.

## السكان
في سنة 1861 بلغ عدد السكان 6٬355 نسمة، وتطور العدد ليصل في سنة 2011 لـ 27٬007 نسمة.
يظهر هذا المخطط البياني تطور النمو السكاني لـ تريدجانو

## توأمة
لتريدجانو اتفاقيات توأمة مع:
- إديسون